# 2P24
2P24 (kyrilliska: 2П24) är en robotavfyrningsplattform tillhörandes luftvärnsrobotsystemet 2K11 Krug som togs i bruk 1965. 
Som robot använder 2P24 luftvärnsroboten 3M8.

## Historia
2P24 bygger på chassit till den misslyckade pansarvärnskanonvagnen SU-100P. Prototypen benämndes Objekt 123 (kyrilliska: Объект 123), vilket i svensk regi ungefär betyder Försöksfordon 123.

## Teknisk beskrivning
2P24 bygger på ett pansrat banddrivet chassi. Chassits pansar är cirka 15 mm tjockt som max. Besättningen på 2P24 består av 3 till 5 personer.
På chassits tak finns ett roterande resbart robotställ för bärandet och skjutandet av roboten 3M8. Stället kan max lagra två robotar åt gången. På chassits front finns ett ställ som fälls upp och håller fast robotarna och robotstället vid transport. Vid eld fälls detta ner vilket frigör stället och robotarna.